# Grão-Ducado de Baden
O Grão-Ducado de Baden ou de Bade  (em alemão:  Großherzogtum Baden) foi um Estado histórico localizado no sudoeste da Alemanha, às margens do rio Reno. Existiu de 1806 até 1918, quando se tornou parte da República de Weimar, como República de Baden.

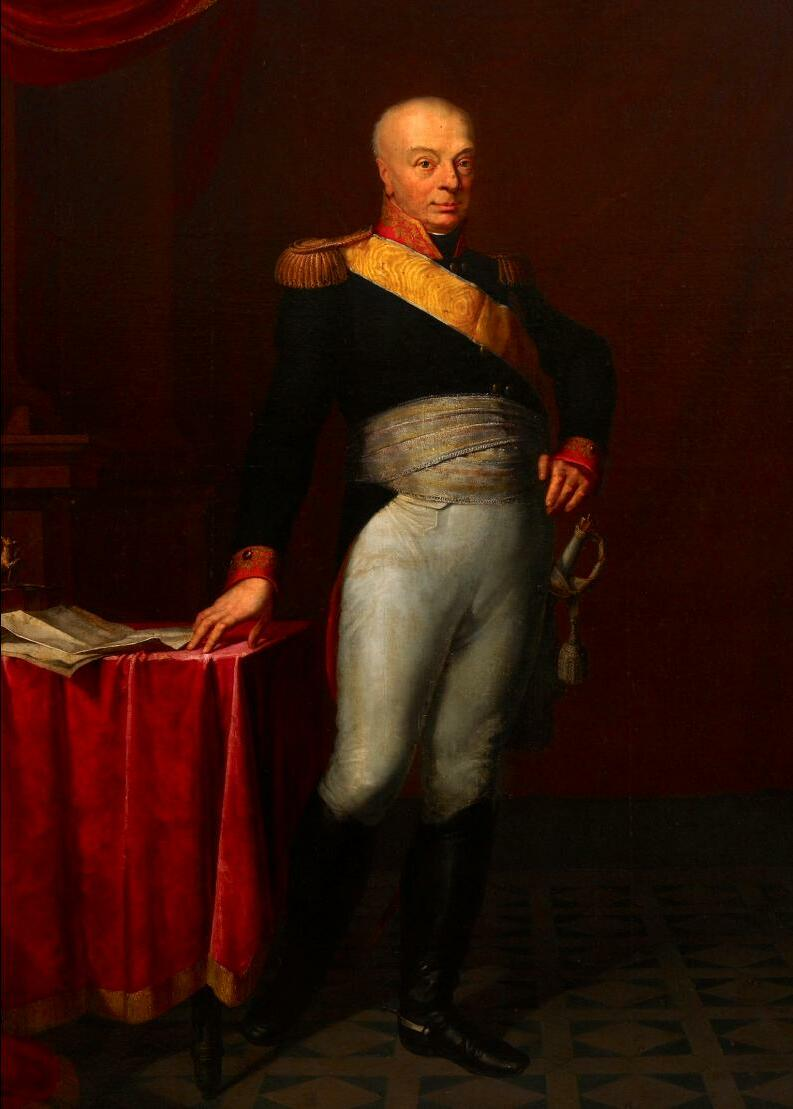
O grão-duque Carlos Frederico foi capaz de ampliar ente os anos de 1803-1810 o território da ex-Marca de Baden e do número de seus súditos por mais de quatro vezes

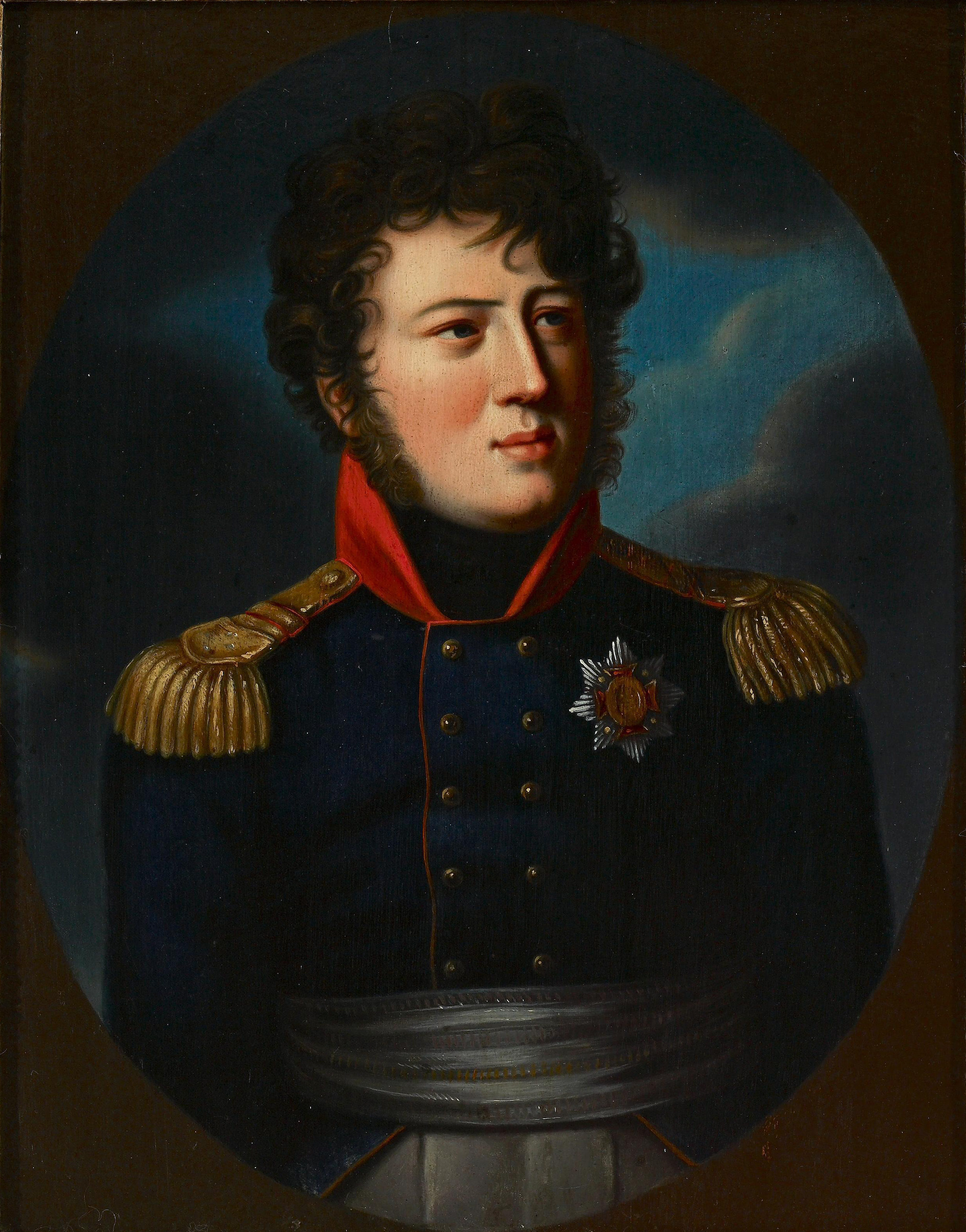
Grão-duque Carlos foi considerado um governante fraco, mas acabou 1813 ainda cedo o com a aliança que tinha com Napoleão, a fim de garantir a sobrevivência do Grão-Ducado

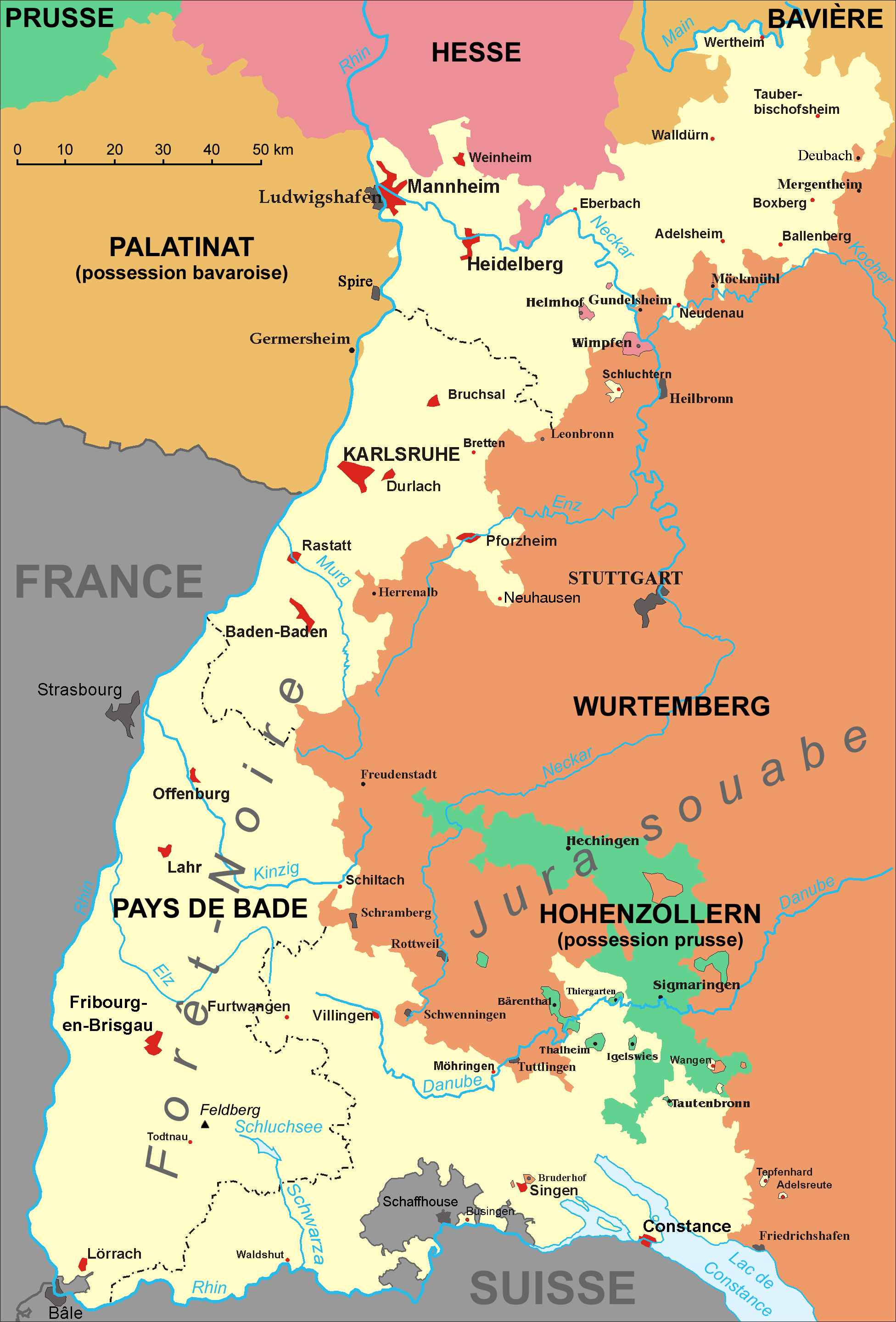
Baden (em amarelo) de 1806-1945

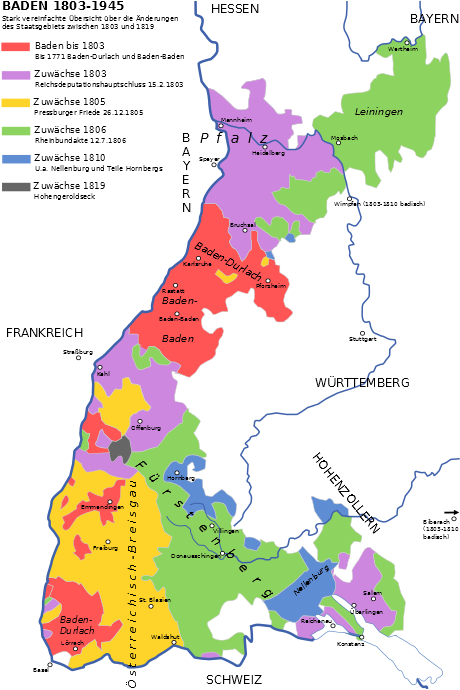
Evolução territorial do grão-ducado durante o século XIX.

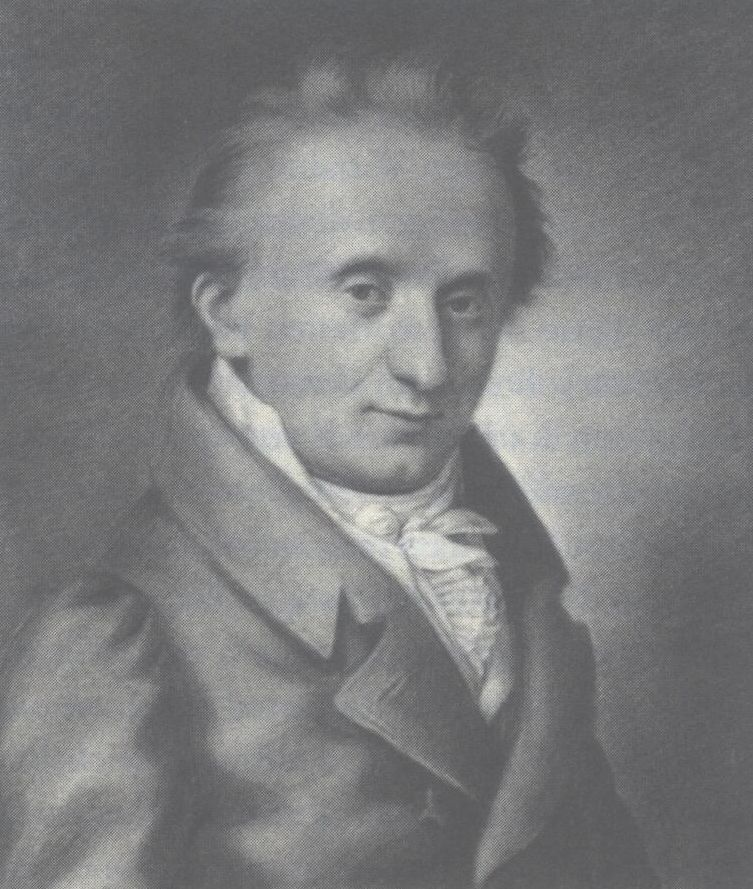
O estadista Sigismund Reitzenstein é considerado o verdadeiro fundador do Grão-Ducado de Baden

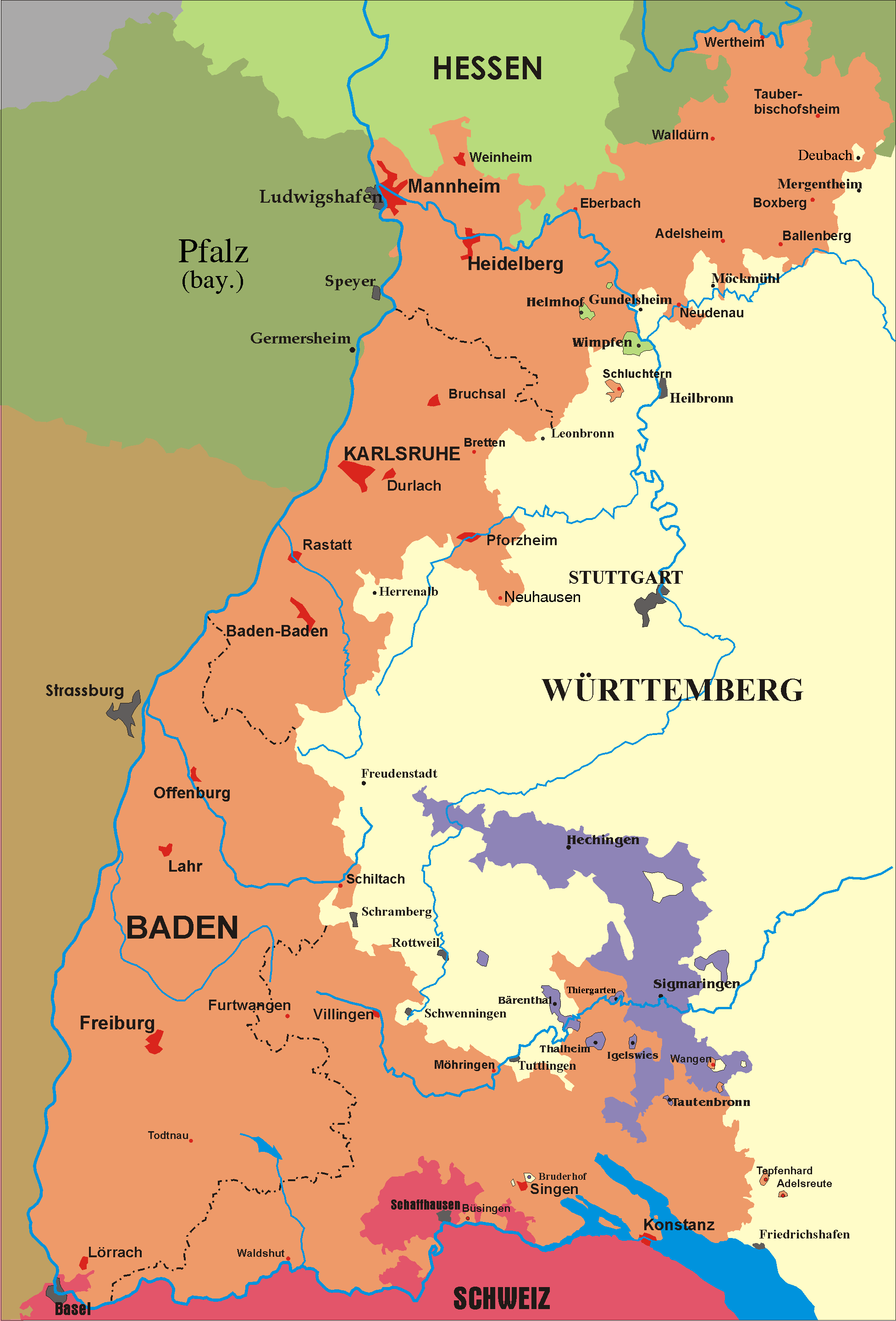
Baden tal como se apresentava 1806-1945:
----
Grão-Ducado de Baden
Eleitorado do Palatinado (parte histórica da Bavária)
Grão-Ducado de Hesse
Hohenzollern (parte do Reino da Prússia a partir de 1850)
Reino de Vurtemberga
----
Império Francês (Reino a partir de 1814–48, etc)
República Helvética

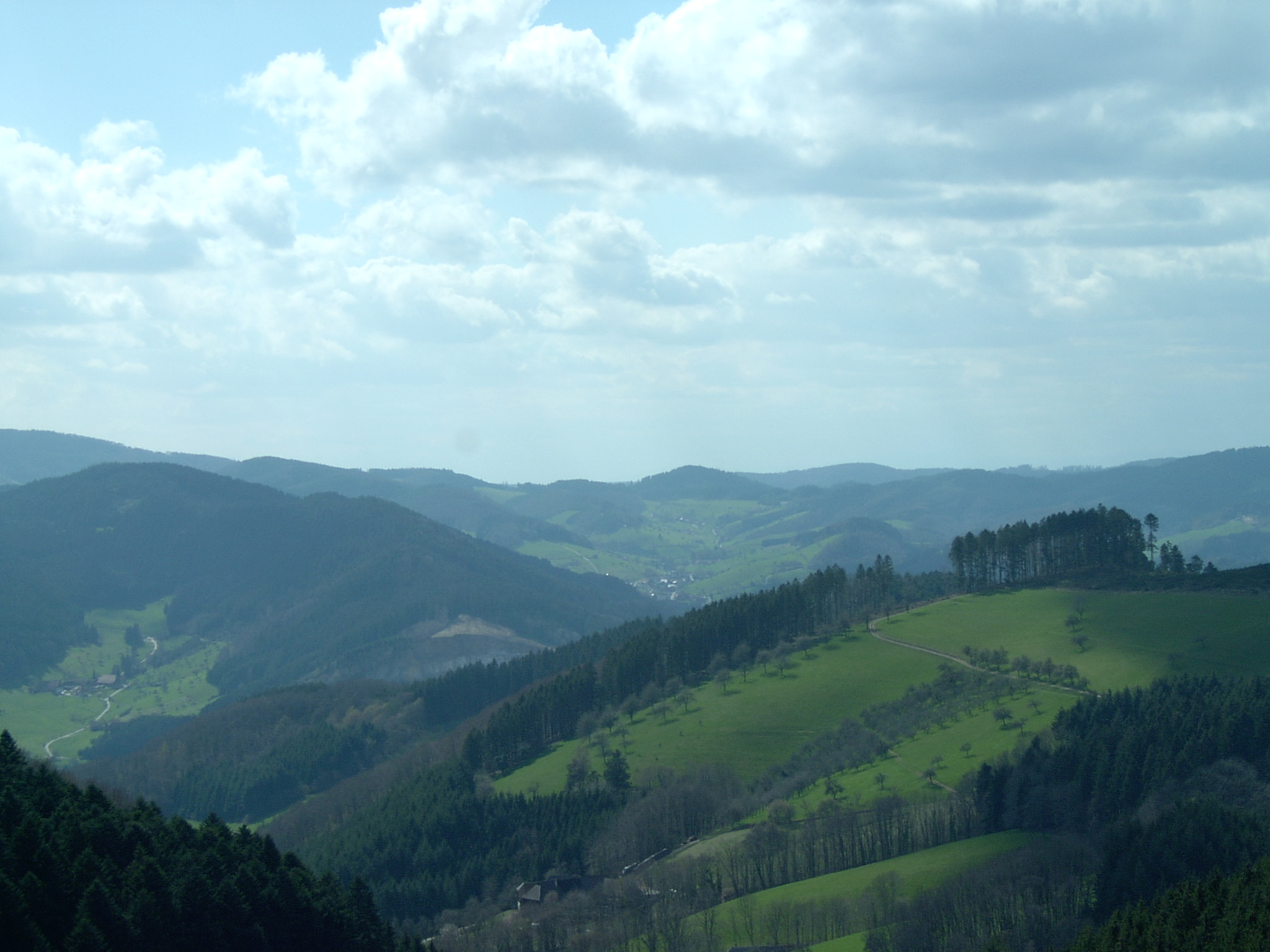
Vista sobre a Floresta Negra Central

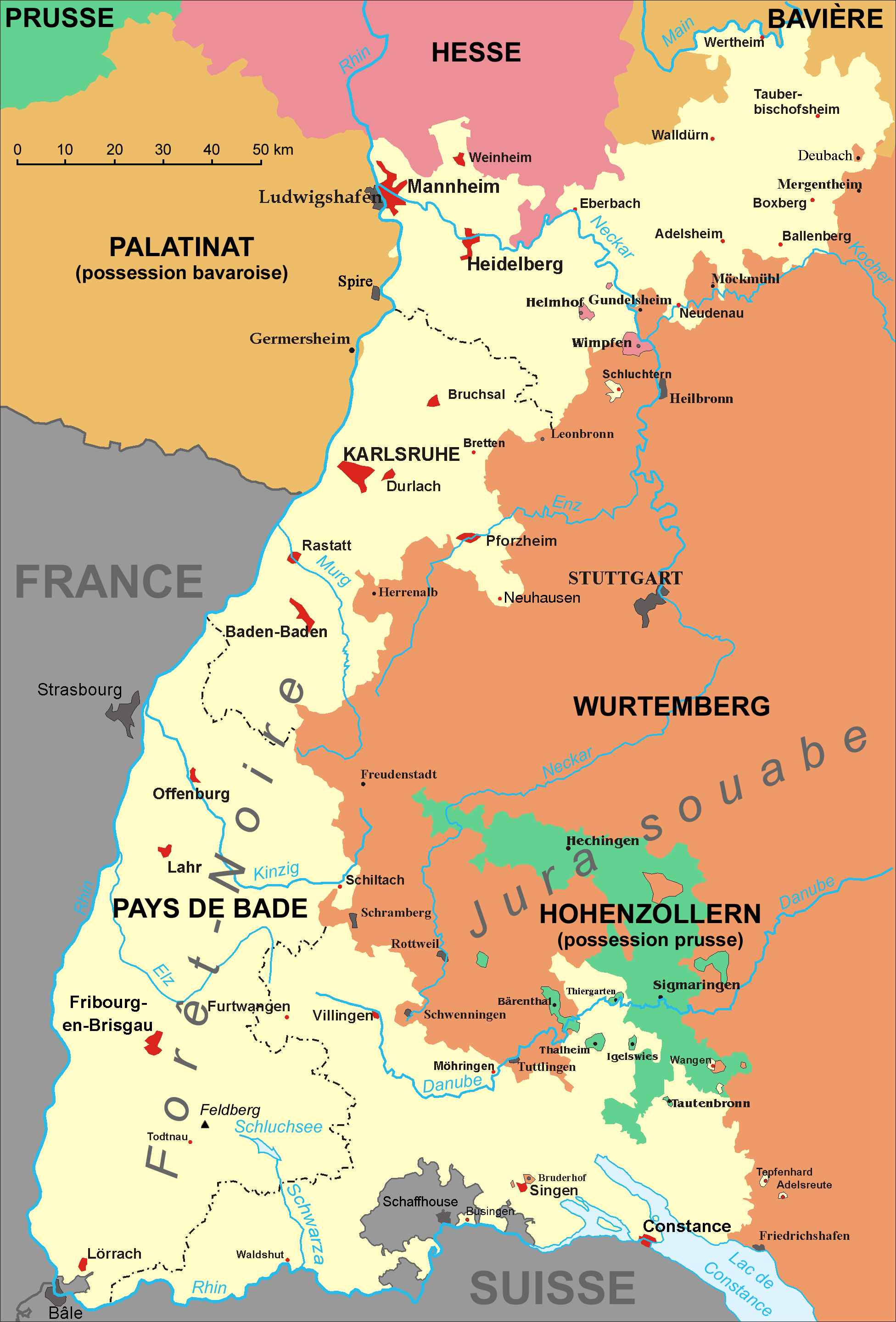
Baden (em amarelo) de 1806-1945

## História

### Reorganização territorial do Alto Reno
O Grão-Ducado de Baden surgiu na época das grandes convulsões históricas decorrentes da Revolução Francesa e das Guerras Napoleônicas, realização que, principalmente, graças à diplomacia pro-ativa de Baden Areado Sigismundo de Reitzenstein em Paris, com um forte vínculo com a jovem República Francesa.
No início de século XIX, dentro de uma década a partir de uma colcha de retalhos territorial ao longo do território fechado do rio Reno superior, que se estende desde o lago de Constança, no sul ao longo da margem direita do Reno e da serra de Oden com Wertheim estendeu-se para o norte.
No início de século XIX, a Marca de Baden, em 1771, surgiu a partir da unificação da linha protestante de Baden-Durlach com a linha católica extinta de Baden-Baden em uma área de 3 600 quilômetros quadrados, com cerca de 250 000 habitantes. No lado esquerdo do Reno a marca perdeu, em 1796, com o Tratado de Paris, 743 quilômetros quadrados, com 34 626 habitantes, para a França. Então em 1803 foi anunciado pelo Ratisbona do Reichsdeputationshauptschluss rechtsrheinisch que haveria uma compensação com 61,8 quilômetros e 3,4 mil quilômetros quadrados de um novo território e com 253 396 novos residentes.

### O desenvolvimento do território Baden 1801-1819
Assim começou o crescimento territorial às custas de território da margem direita do Reno. Territórios seculares foram anexados, mediatizados, territórios espirituais secularizados. 
Os territórios seculares que Baden adquiriu foram, principalmente, pelo direito sobre o Palatinado com a capital e cidades reais de Edelberga e Mannheim. A regra de Lahr deu-lhe partes do Condado de Hanau-Lichtenberg (chamado Hanauer), o Harmersbach Reichstal e as cidades imperiais de Ofemburgo, Zell am Harmersbach, Gengenbach, Überlingen, Pfullendorf, Wimpfen e Biberach passaram ao controle de Baden. 
Circunscrições eclesiásticas que anteriormente estavam sob a autoridade da diocese de Constança, como um todo, e as partes dos bispados de Basileia, Estrasburgo e Espira foram incorporados, como a Ordem de Cavaleiros Odenheim. Também a abadia do Mosteiro de Petershausen e a Abadia Imperial de Gengenbach, ambas que pertenceram as cidades imperiais, e também as Prelazias de Schwarzach, Frauenalb, Todos os Santos, Lichtental, Ettenheimmünster, Reichenau e Moos.
Em 25 de fevereiro de 1803  foi elevado, pelo imperador, de Marca de Baden a Eleitorado de Baden.
O Tratado de Brno (10 a 12 de dezembro de 1805), assinado na Paz de Presburgo, foi confirmado partes da frente austríaca de Brisgóvia com a cidade de Friburgo, em Baden, assim como a Regra Heitersheim, o território de Ortenaukreis, a cidade de Constança, e então alguns outros pedaços de terra em territórios ritterschaftliche no lago de Constança enquanto Kehl foi cedida à França. Isto significou um total de um ganho de 2 443 quilômetros quadrados, com 164 000 habitantes.

### A troca do trono do grão-ducado em 1811
Em 12 de julho de 1806, tornou-se eleitor Carlos Frederico com o imperador Napoleão I que dominou a Confederação do Reno, e recebeu o título de grão-duque com o predicado de Alteza Real. 
Ao aderir à Confederação do Reno, Baden adquiriu a soberania sobre os principados de Furstenberge e Leiningue, o Condado de Wertheim à cidade residencial de Wertheim, o Condado de Klettgau, o Condado de Tengen, e as posses dos príncipes de Salm-Reifferscheid-Krautheim Jagst. No geral, este foi outra adição de 5 000 quilômetros quadrados, com uma população de 270 000.
Em 2 de outubro de 1810, o Reino de Vurtemberga e o Grão-Ducado de Baden assinaram um tratado de fronteira. Isto envolveu a aquisição de peças de Brisgóvia caído primeiro de Vurtemberga. Isso trouxe algumas extensões, incluindo áreas de Vurtemberga no meio da Floresta Negra (Schiltach, Hornberg, Gutach) e o antigo Condado de Nelemburgo, com o a última lacuna no território Baden poderia ser fechada entre as terras tribais e posses na natação do lago de Constança pela última vez. Em contrapartida, Baden foi forçada a ceder os cargos de Amorbach, Miltemberga no Grão-Ducado de Hesse .
Quando o grão-duque Carlos Frederico faleceu em 1811, o Grão-Ducado tinha uma área de aproximadamente 15 000 km quadrados, com cerca de 1 milhão de habitantes. Assim, então a superfície e a população no prazo de sete anos aumentaram quatro vezes. O grão-duque Carlos foi considerado um governante fraco, terminou a aliança mas em 1813 em tempo suficiente com Napoleão, para garantir a existência continuada do grão-ducado.
Como outros países do Reno, Baden tinha que reunir uma alta contribuição para o financiamento das guerras napoleônicas. O compromisso com a posição das tropas auxiliares, pesadas ainda mais difícil. Na guerra da quarta coligação, terminado com o Tratado de Tilsit , cercaram as tropas de Baden sob grandes perdas as cidades Danzig e Stralsund.
Em 2 de maio de 1808, uma revolta contra o domínio de Napoleão na Espanha eclodiu em Madri, para cuja derrota também Baden detinha um regimento de infantaria, que marchava em 24 de agosto de 1808, em direção à Espanha. Em 1810, o governo introduziu o código de direito civil de Baden, nos moldes do francês, em sua elaboração, ficou responsável o conselheiro de estado Johann Nicolaus Friedrich Brauer que desempenhou um papel decisivo. Bem, agora havia escritórios de registro civil e o casamento civil.

### O fim das Guerras Napoleônicas e a constituição de 1818
Após a morte do antigo grão-duque Carlos Frederico, em 1811, o trono foi ocupado por seu neto, Carlos. Quando Napoleão iniciou a guerra contra a Rússia em 1812, Baden apresentou mais de 6 000 homens, dos quais poucos retornaram.
Nas Guerras Napoleônicas, o príncipe separou-se da Confederação do Reno. Baden hesitou mais que a Baviera e Vurtemberga, com a retirada da aliança com a França, já que por causa da situação da fronteira com a França parecia particularmente vulnerável se as forças de guerra contra Napoleão ganhassem a Batalha das nações.
Também o grão-duque Carlos sentiu-se impedido por considerações de ordem familiares, devido ao seu casamento com a filha adotiva de Napoleão, a princesa Estefânia. Até meados de novembro de 1813, o Conselho de Estado de Baden decidiu a mudança, agora tão necessária, da aliança depois de uma sessão dramática. Foi notavelmente Sigismundo de Reitzenstein, que convenceu o grão-duque Carlos de que Baden deveria mudar de lado, caso contrário com uma rendição francesa era o claramente declarado de que iria acontecer e ainda poderia congratular aos aliados sob a liderança da Áustria, da Prússia e da Rússia como um novo aliado.
Os estadistas europeus reuniram-se no Congresso de Viena em 1814 e 1815. A soberania e a expansão territorial do grão-ducado permaneceriam em pauta, inicialmente, intocado. Baden se juntou à Confederação Germânica em 26 de julho de 1815, já que desde 1806 o Sacro Império Romano-Germânico tinha sido extinto e essa confederação o substituiu.
Os participantes do Congresso de Aachen, em 1818, reconheceram o direito de sucessão dos filhos do falecido grão-duque Carlos Frederico - unebenbürtiger - com a sua segunda esposa a baronesa Luísa Carolina de Hochberg, mais tarde Condessa Imperial de Hochberg. Depois que os filhos do primeiro casamento não tinham herdeiros para a coroa, pensou-se necessário para garantir a continuidade do grão-ducado. No entanto, a sucessão tão controlada que ocorreu então em 1830, foi ofuscada pelo caso de Kaspar Hauser, que apareceu em 26 de maio de 1828 em Nuremberg, que afirmavam que este teria sido sequestrado quando criança.

#### Constituição de Baden de 1818
Em 1808, o governo anunciou que Baden iria defender uma representação do Estado. Mas até 1814, medidas concretas para a formação de uma comissão, que lidava com o projecto de constituição foi o barão Carlos Guilherme Marschall de Bieberstein. O conteúdo essencialmente político liberal foi com Karl Friedrich Nebenius.
Com a constituição de 22 de agosto de 1818, Baden tornou-se uma monarquia constitucional. O grão-duque Carlos, que ficou com o poder executivo, assinou a constituição elaborada por Nebenius, que previa um parlamento, a Dieta de Baden, com duas câmaras. Este parlamento deveria crescer junto da população do grão-ducado, pois o Estado que foi formado há pouquíssimo tempo ainda detinha uma diferença cultural e tradições étnicas (landsmannschaftliche) bem diferentes. Com a nova constituição, que na época era a mais liberal da Confederação Germânica, esperava promover a harmonia e um Estado comum de consciência de todos de Baden.
A câmara superior incluía todos os príncipes maiores de idade da família real, os chefes de todas as famílias mediatizadas, o arcebispo de Freiburg, o presidente da Igreja Protestante, um deputado de cada universidade e escola técnica, oito membros eleitos pela nobreza territorial para quatro anos de legislatura, três representantes eleitos pelas câmaras de comércio, dois das de agricultura, um dos comerciantes, dois prefeitos de municípios, e oito membros (dois com funções jurídicas) nominados pelo grão-duque. 
A Câmara Baixa era formada por 73 representantes populares, onde 24 eram eleitos pelos burgueses de certas comunidades, e 49 pelas comunidades rurais. Cada cidadão com 25 anos de idade, que não tenham sido condenados e que não fosse indigente, tinha um voto. O eleitorado era, no entanto, indireto. Os cidadãos selecionavam o Wahlmänner (deputado eleitor), e ele selecionava o representante. As camâras se encontravam pelo menos duas vezes ao ano. A câmara baixa era eleita para quatro anos de legislatura, metade dos membros era trocada a cada dois anos. 
Apenas homens foram permitidos, que também tinham que ter os direitos de cidadania ou ter um cargo público em sua comunidade. Assim, em 1819 apenas 17% da população foi selecionada, 2 500 eleitores foram escolhidos pelos eleitores dada finalmente 63 deputados. A Segunda Câmara de Baden estava sozinha entre os países da Confederação Germânica completamente livre de elementos da classe.
O poder executivo consistia em quatro departamentos: O de assuntos de interior, estrangeiro e do grão-ducado; o de finanças; o de justiça; e o de assuntos eclesiásticos e de educação.
As fontes de recursos eram tributos de forma indireta e direta, as ferrovias e os domínios. As ferrovias eram operadas pelo estado, e formavam a única fonte de debito público, algo em torno de 22 milhões de libras esterlinas.
A corte suprema estava em Carlsrue, Friburgo, Ofemburgo, Edelberga, Mosbach, Waldshut, Constança e Mannheim. Onde as apelações eram passadas para o Reichgericht (o tribunal supremo) em Lípsia.

## Geografia
O Grão-Ducado de Baden estava delimitado ao sul pela lago de Constança e Suíça , a oeste pela França, no noroeste pelo Palatinado bávaro, no norte pelo Grão-Ducado de Hesse, no nordeste pelo Reino da Baviera, no leste pelo Reino de Vurtemberga e no sudeste (até 1850) pelo principado de Hohenzollern-Sigmaringen, que a partir de 1850 pelo adjacente Hohenzollern-Hechingen juntos sob o nome de Ducado de Hohenzollern que pertencia ao Reino da Prússia. Perto das fronteiras de Vurtemberga, Hesse, Hohenzollern e Suíça, houve uma série de peculiaridades territoriais, como enclaves, exclaves, condomínios e afins.
O território do grão-ducado tinha uma área de 15 070 quilômetros quadrados e se estende ao longo da margem leste do Reno, na fronteira ocidental do país de cerca de 260 metros acima do nível do mar, no sul de cerca de 90 metros acima do nível do mar. Na primeira, faixa leste a mais larga para os 15 km a leste do Reno metade do fértil alto vale do rio Reno além da terra composta por mais ou menos grande parte do planalto leste adjacente. Entre o Reno e o Dreisam em meio a alta planície do Reno se estende a Kaiserstuhl (557m acima do nível do mar. NN) para cima, uma isolada montanha vulcânica. A fronteira leste estava nas serras da Floresta Negra, pela Kraichgau e leste da serra de Oden através da terra.
A maior parte da área histórica de Baden, portanto, caracteriza uma cadeia de montanhas diversificada. Do lago de Constança, no sul do Enz no norte teve a participação no grão-ducado, a Floresta Negra, no vale do rio Kinzig em duas metades em diferentes altitudes. Sul do Kinzig é a sua média de altura 945 metros acima do nível do mar. NN , aqui é o Feldberg (1.493 m acima do nível do mar. NN ), o pico mais alto do país. Na metade da Floresta Negra está a nascente do rio Danúbio. A metade do norte da Floresta Negra tem uma altura média de 640 metros acima do nível do mar. NN e atingiu o Hornisgrinde (1 163 m acima do nível do mar. NN ) o seu ponto mais alto.
Entre os muitos lagos da Floresta Negra incluem o Mummelsee, o Titisee, o Schluchsee e o Eichener. No norte da Floresta Negra, Baden tinha partes nas colinas de Kraichgau e a serra de Oden Kleiner, norte do rio Necar, em seguida, a serra de Oden, que, a uma altitude média de 440 m acima do nível do mar. NN no gato está de volta até 626 metros acima do nível do mar. Do nível do mar sobe, assim como em terra e no Tauberlandpark onde o grão-ducado no extremo norte do lado esquerdo do banco do principal terminou. Enquanto o alto vale do Reno mostra temperaturas amenas, pode ser nas alturas da Floresta Negra é muito frio. A temperatura média anual do alto Reno é de 10 ° C, a faixa mais alta da montanha em torno de 6 ° C, com o mês de julho é o mais quente e janeiro é o mês mais frio do ano.
Até a reforma distrito de Bade-Vurtemberga em 1 janeiro de 1973, o inventário ex-territorial foi tomar banho nos dois distritos administrativos Nordbaden e Südbaden foram divididos. Nas fronteiras externas dos distritos pertencentes a eles foram os anteriores fronteiras de Baden com Vurtemberga e Hohenzollern. Através da reforma, eles foram então desfocada. Os limites de cidades foram preservados exatamente na margem da extensão da área de Igreja Evangélica Luterana de Baden e amplamente utilizado na a Arquidiocese de Friburgo, que, no entanto, com exceção de Baden surgiu no século XII como o marquês de Baden e, posteriormente, dividido em duas diferentes linhas, que foram unificadas em 1771.
Em 1803, Baden foi elevado a dignidade de eleitor do Sacro Império Romano-Germânico. Baden se tornou grão-ducado com a dissolução do Sacro Império em 1806. Em 1815, se juntou à Confederação Alemã. Durante a revolução de 1848 se tornou um estado alemão, Baden foi um dos centros de atividades revolucionárias. Em 1849, se tornou uma república de pouca duração, sob a liderança de Lorenzo Brentano. Finalmente os revolucionários foram suprimidos pelas forças prussianas.
O Grão-ducado de Baden durou como estado soberano até se juntar ao Império Alemão em 1871. Após a revolução de 1918, juntou-se à República de Veimar como "República de Baden".

## Símbolos nacionais

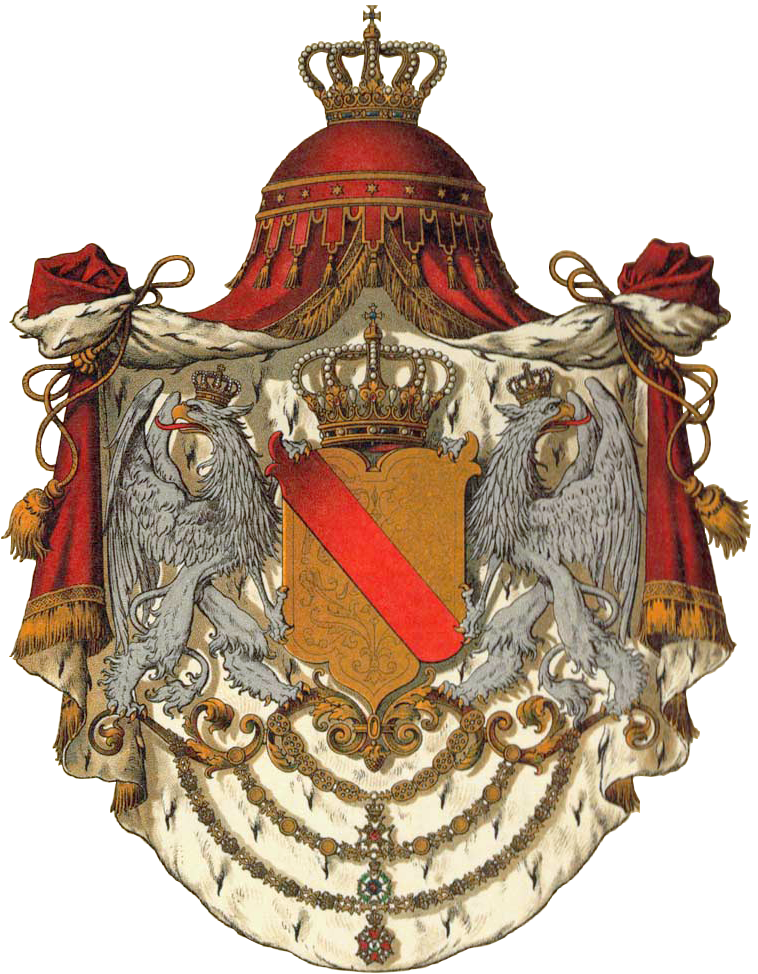
Grande brasão de armas do Grão-Ducado de Baden, de 1877-1918

Em 1807, o grão-duque aprovou o brasão de armas, que foi simplificado em 1830 e em vez disso durar 30 Wappenfelder mostrou apenas o emblema de tronco de Baden com a banda diagonal. Dois grifos prateados, que olham para as extremidades, para indicar a visão para o futuro, coroados foram mantidos no brasão coberto com uma Coroa Real. Atrás era um manto escarlate com arminho forro, coberto pela mesma coroa. Abaixo o brasão de armas formam a ordem da Casa de Baden.

## Religião

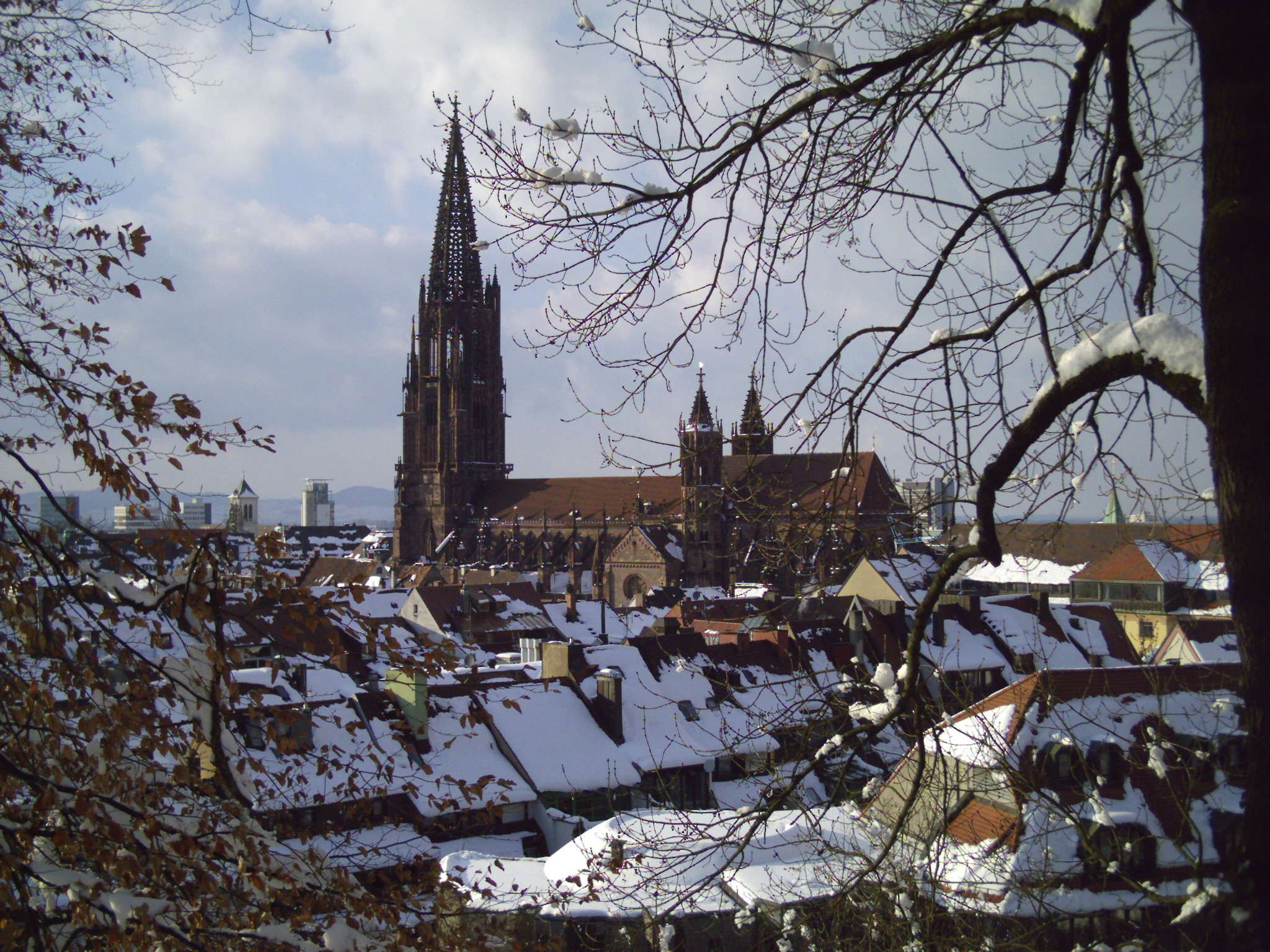
A Catedral de Friburgo é desde 1827 a catedral do arcebispo de Friburgo

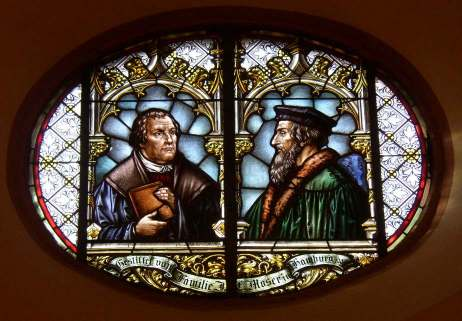
Janela da igreja na Igreja de Wiesloch com Martinho Lutero (à esquerda) e João Calvino (à direita) para comemorar a União das Igrejas Protestantes de Baden de 1821.

### Luteranismo
Embora apenas cerca de um terço da população de Baden fosse protestante, os membros da Igreja Evangélica Luterana gozam de uma precedência sobre a maioria católica, como era sua cabeça já que o Summus episcopus o evangélico era também grão-duque.
Tal como acontece com a expansão do território da Igreja Evangélica Luterana - dominando a Marca de Baden pela margem direita do Palatinado Eleitoral também reformada eram protestantes, há esforços para a formação de uma Igreja Unida. Então em 28 de outubro de 1821, a União da luterana e a Igreja Reformada Evangélica Protestante Igreja unida no Grão-Ducado de Baden entrou em vigor. Houve alguma dificuldade para encontrar, que foi provisoriamente em julho 1830 1834 finalmente válido um comum catecismo. Também em 1830 veio a agenda comum e o comum hinário em uso. Os caminhos da Igreja Evangélica Luterana em Baden separadas da 1834 introduziram um catecismo único, que fortemente misturado as duas confissões anteriores, 1850 por Igreja Unida, pretenderam voltar para o caminho puro, as Confissões da Igreja Evangélica Luterana. Só em 1856 foi um Decreto do Grão-Ducado de Baden, pela forma especial Igreja livre de tolerância .
Uma posição dominante na Igreja após a Revolução de Baden de Professor de Edelberga tomou Carl Christian Ullmann, que desde 1853 prelado e desde 1856 e diretor do Oberkirchenrats e, portanto, espiritual e a função de gerenciamento secular da Igreja do estado de Baden em sua pessoa. Uchiha queria introduzir uma nova agenda em 1858, surgiram protestos, particularmente nas áreas anteriormente reformadas do Palatinado Eleitoral. Para apaziguar, reconheceu o grão-duque, uma grande margem de manobra na interpretação da ordem das comunidades. Por lei, ele veio no Outono de 1860 para uma reformulação da Igreja Evangélica Luterana. A situação das paróquias agora visivelmente melhorada. Representações pelos membros da Comunidade foram agora fazer em todos os níveis hierárquicos. Freguesia assembleia tinha o direito de escolha do pároco. Em cinco anos um sínodo geral reuniu-se agora. A relação entre o maior Conselho de Igreja e Sínodo permaneceu em grande parte livre de tensões. 1869 tornou-se a áreas palatinos de existente desde 1858 agenda permitiu fundar uma ordem alternativa. O hinário de 1830 introduzido tem desde várias vezes deu origem a discussões que poderia ser terminado por um novo agora universalmente aceite edição 1882. A Igreja Luterana perdeu no início do século XX, no fundo, o que acontece devido pode ser certeza que falhado, em novas áreas residenciais das grandes cidades para garantir um atendimento pastoral suficientemente boa do primário.

### Catolicismo
A secularização e a reorganização territorial após a Deputação Imperial de Hauptschluss significaram uma perda significativa de bens e a influência política da Igreja Católica no início do século XIX. Juntamente com a secularização foi especialmente o fim violento dos mosteiros antigos. Além de abandonar as convenções em sua função religiosa, isto significava que a expropriação de direitos primários, corporais e senhorial tradicionais, como também o edifício com todos os estoques do sucessor, estado de Baden. O inventário de mosteiro acrescido para o estado de Baden incluiu muitos objetos historicamente valiosos sacrais, livros da mosteiro ricamente decorado e os arquivos coletados ao longo de séculos e preservada. A secularização de uma libertação da Igreja por uma riqueza tomou lugar por outro lado, em retrospecto, tinha desviado ao longo dos séculos pela essência do monasticismo cristão. O esplendor dos serviços e o som dos sinos enchem os votos que fez cuidadosamente sobre o desequilíbrio social, em muitos lugares que governou entre o poder do Príncipe-Abades e monges em torno deles como um "senhores Misericordioso" por um lado e a população carente, os sujeitos, por outro lado.
Política de Napoleão recém-criado fronteiras reveladas não está mais com o Diözesangebieten tradicional da antiga igreja protestante Reich. Após o Congresso de Viena, Roma assemelhava-se a alemãs Províncias eclesiásticas e dioceses nas condições recém-criado. Papa Pio VII pegou em 16 de agosto de 1821 o secular Diocese Católica Romana de Constança e erguida a Arquidiocese de Friburgo, dentro da nova Província eclesiástica do Reno superior em vez disso. Primeiro Arcebispo de Friburgo e metropolitana da Província eclesiástica foi Bernhard Boll, devido às diferenças entre o governo de Baden e da Cúria com alguns anos de atraso, até 1827. Sabiamente, a sede do Arcebispo de Friburgo localizado no Sul e predominantemente Católica caracterizam-se pela sua distância espacial da cidade dominado pelos protestantes de Carlsrue.
O estado de Baden exercido uma proteção senhorial e regulamentar nos termos do regulamento adotado em 30 de janeiro de 1830 a Igreja. Apenas o direito do estabelecimento da Igreja do pároco nomeado pelo Estado permaneceu o arcebispo. O Bispo somente com a aprovação do governo e na presença de Comissários do Estado poderia realizar sínodos da Igreja. A posição da Igreja Católica, que pertencia a dois terços dos habitantes de Baden foi assim muito limitada. Como o sucessor do falecido arcebispo de Boll conseguiu o governo em Carlsrue, os candidatos preferidos do capítulo da Catedral, Hermann von Vicari, prevenir e seus candidatos aceitáveis Ignaz Anton Demeter para impor. Assim, o estado quis exercer os seus direitos e restringir os direitos da Igreja. em 1842, poderia ser, mas não mais uma vez impedida, o candidato Vicari e agora 26 anos era o novo líder da Arquidiocese. Ao contrário de seus antecessores Vicari transformou o conflito da Igreja com o estado no slugfest pública.
No catolicismo de Baden, ainda havia uma considerável divergência de opiniões e muitos católicos educados durante a primeira metade do século XIX. O conflito forçado pelo Arcebispo Vicari trouxe de volta mais intimamente com o estado do clero e os fiéis. A crença central do Arcebispo Vicari baseou-se na ideia de que deve ser subordinada à Igreja de nenhum poder mundano com exceção do Papa. Em 3 de janeiro de 1845 de Friburgo restrito arcebispo casamentos mistos entre católicos e protestantes. Todos os padres católicos foram obrigados apenas a abençoar casamentos, se garantiu para a educação católica dos filhos. O Ministério do Interior de Baden explicou essa disposição nula, mas vi mais medidas. Com a morte do grão-duque Leopoldo 1852 o estado da Igreja Católica espera-se a celebração de Exequien. O arcebispo esta mas rejeitada alegando que a celebração do Exequien teria dado apenas um católico grão-duque, para um protestante Duque, mas apenas um funeral comum serviço vêm em questão. O governo de Baden finalmente cedeu neste conflito. Início março 1853 arcebispo Vicari disse que apesar da alegação do governo sobre o sistema de Estado Igreja ele não aceitaria aceitar um direito de confirmação para as nomeações. Além disso, ele anunciou que comprometem-se a formação do clero em suas próprias instalações e não permitir nenhum examinadores do governo. Além disso, Vicari insistiu sobre o livre desenvolvimento de ordem religiosa. Assim, o choque de cultura de Baden foi aberto, que deve continuar em várias fases e ferozes confrontos com liberalismo. O clímax da batalha ocorreu de 1864 a 1876 e então gradualmente um fiasco.
O arcebispo Christian Roos iniciou a criação da Caritas, que seu bispo Kaplan Lorenz Werthmann 1897 realizada em Colónia. No início do século XX, novos ataques de cultura militante foram pelos pastores protestantes e estudiosos. Surgiu em particular é os historiadores de Carlsrue Arthur Heinrich Böhtlingk com seus escritos defesa e acusação. Carta aberta ao PND. Exc... Nörber Dr. do Arcebispo de Friburgo em Brisgóvia (segundo, ampliado, edição, Frankfurt am Main 1903) e o povo alemão Ver os jugos romanos (Frankfurt am Main 1907).

## Lista de grão-duques de Baden
Nota: As primeiras datas referem-se ao período de tempo em que foram grão-duques. As outras correspondem aos seus períodos de vida.
- 1806–1811: Carlos Frederico (1728-1811)
- 1811–1818: Carlos II (1786-1818)
- 1818–1830: Luís I (1763-1830)
- 1830–1852: Leopoldo (1790-1852)
- 1852–1858: Luís II (1824-1858)
- 1858–1907: Frederico I (1826-1907) (regente desde 1852, com o título de grão-duque desde 1856)
- 1907–1918: Frederico II (1857-1928)